# اندیس نمک جوریقا
نمک جوریقا یک اندیس غیرفلزی است که در حوالی شهر کوه دوپشتی استان سیستان و بلوچستان قرار دارد و مادهٔ معدنی موجود در آن، نمک است.سنگ میزبان این اندیس تبخیری است و دیرینگی آن به دوران نئوژن می‌رسد. در این اندیس، پاراژنز‌های KCL-SO۴ یافت می‌شوند.